# Karol Karski (homme politique)
Pour les articles homonymes, voir Karol Karski.
Karol Adam Karski, né le 13 mai 1966 à Varsovie, est un homme politique polonais, membre de Droit et justice (PiS).

## Biographie
Karol Karski est diplômé en droit et relations internationales de l'université de Varsovie.
Karol Karski est successivement vice-président de l'assemblée parlementaire du Conseil de l'Europe, vice-président de la commission sur le développement durable au conseil des régions et municipalités européennes, puis président du comité parlementaire de l'union européenne et vice-président du comité des affaires étrangères.
Ancien ministre adjoint des Affaires étrangères de Pologne dans le gouvernement de Jarosław Kaczyński, il est élu au Sejm le 25 septembre 2005, sur une liste de Droit et justice.
En novembre 2009, après que la Russie a mené une simulation d'attaque sur la Pologne qui provoqua la colère des Polonais, Karol Karski exprime sa grogne auprès de la commission européenne.
Lors des élections européennes de 2014 il est élu au Parlement européen le 2 juillet 2014.
Le 18 janvier 2022, il n'est pas réélu questeur du Parlement européen, n'ayant obtenu que 324 voix au 2e tour face à Marcel Kolaja.
Karol Karski est également directeur du département droit international à l'université de Varsovie et professeur à l'université des sciences humaines de Varsovie.